# Rutwica lekarska
Rutwica lekarska (Galega officinalis L.) – gatunek rośliny z rodziny bobowatych (Fabaceae). Rodzimym obszarem jego występowania jest Afryka Północna (Algieria, Maroko), Pakistan w Azji oraz wschodnia, południowa i środkowa Europa, ale rozprzestrzenia się też w innych regionach. W Polsce występuje rzadko, tylko w południowej części kraju jako gatunek zawleczony, kenofit, efemerofit.

## Morfologia

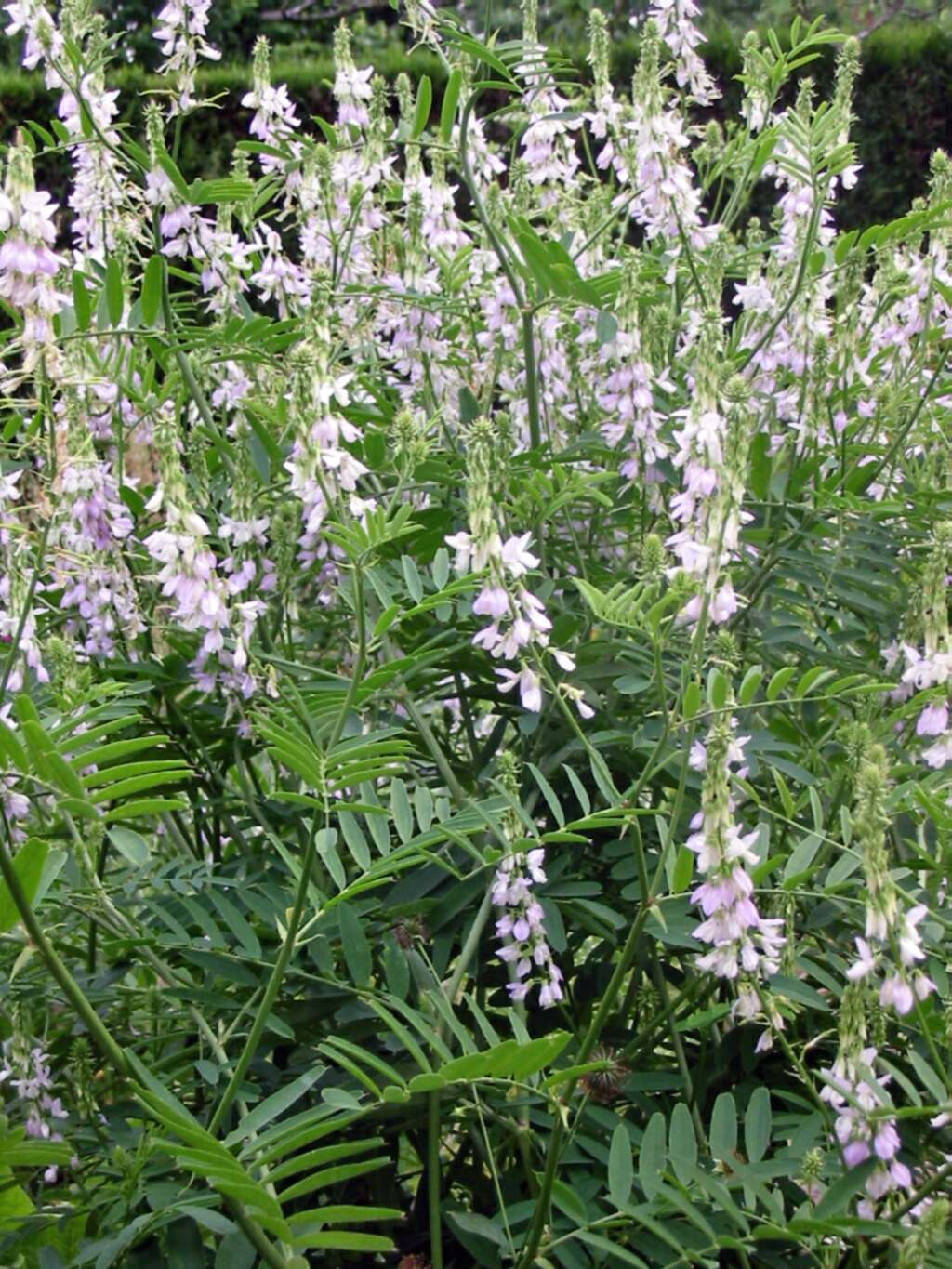
Pokrój

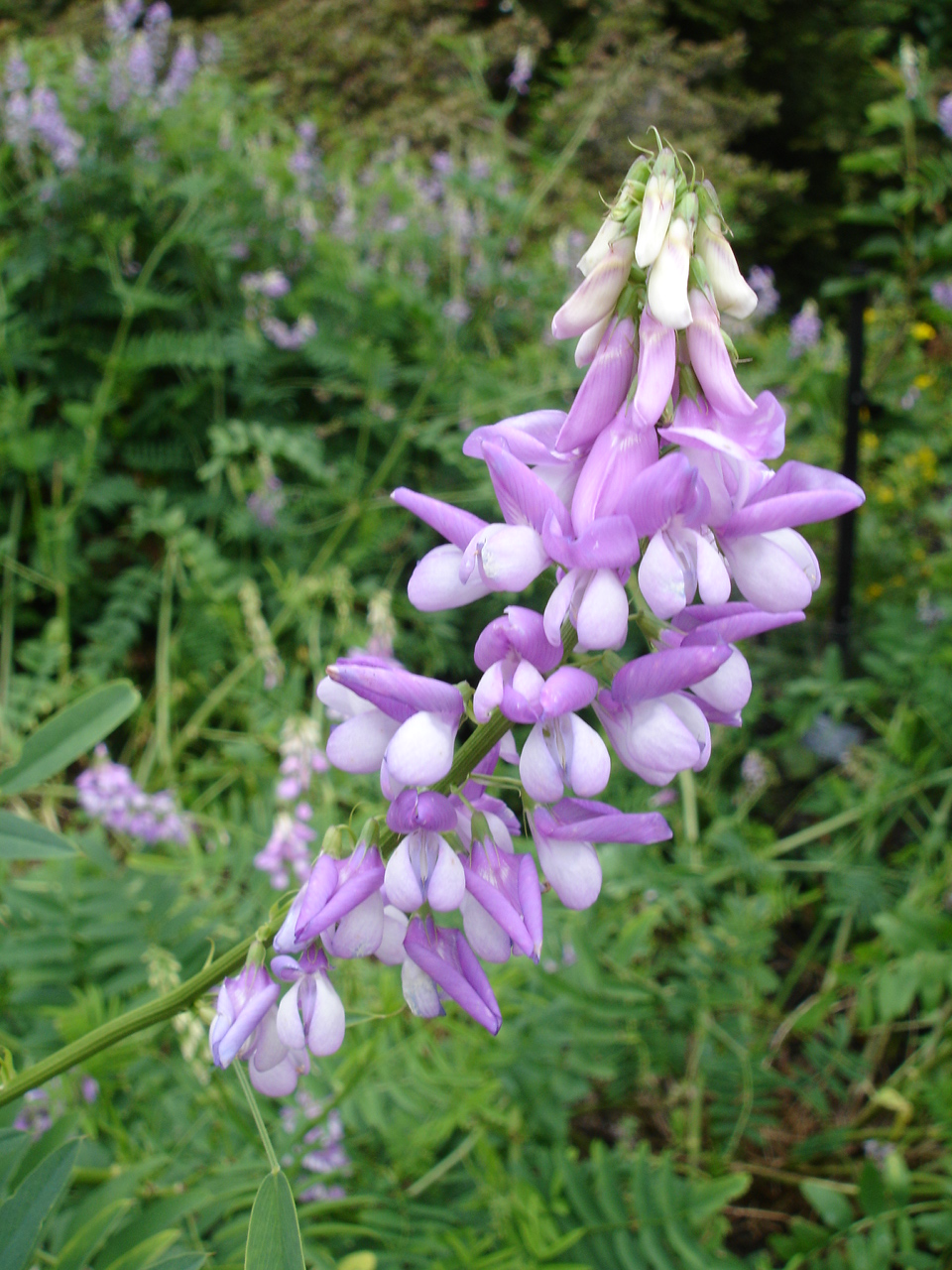
Kwiatostan

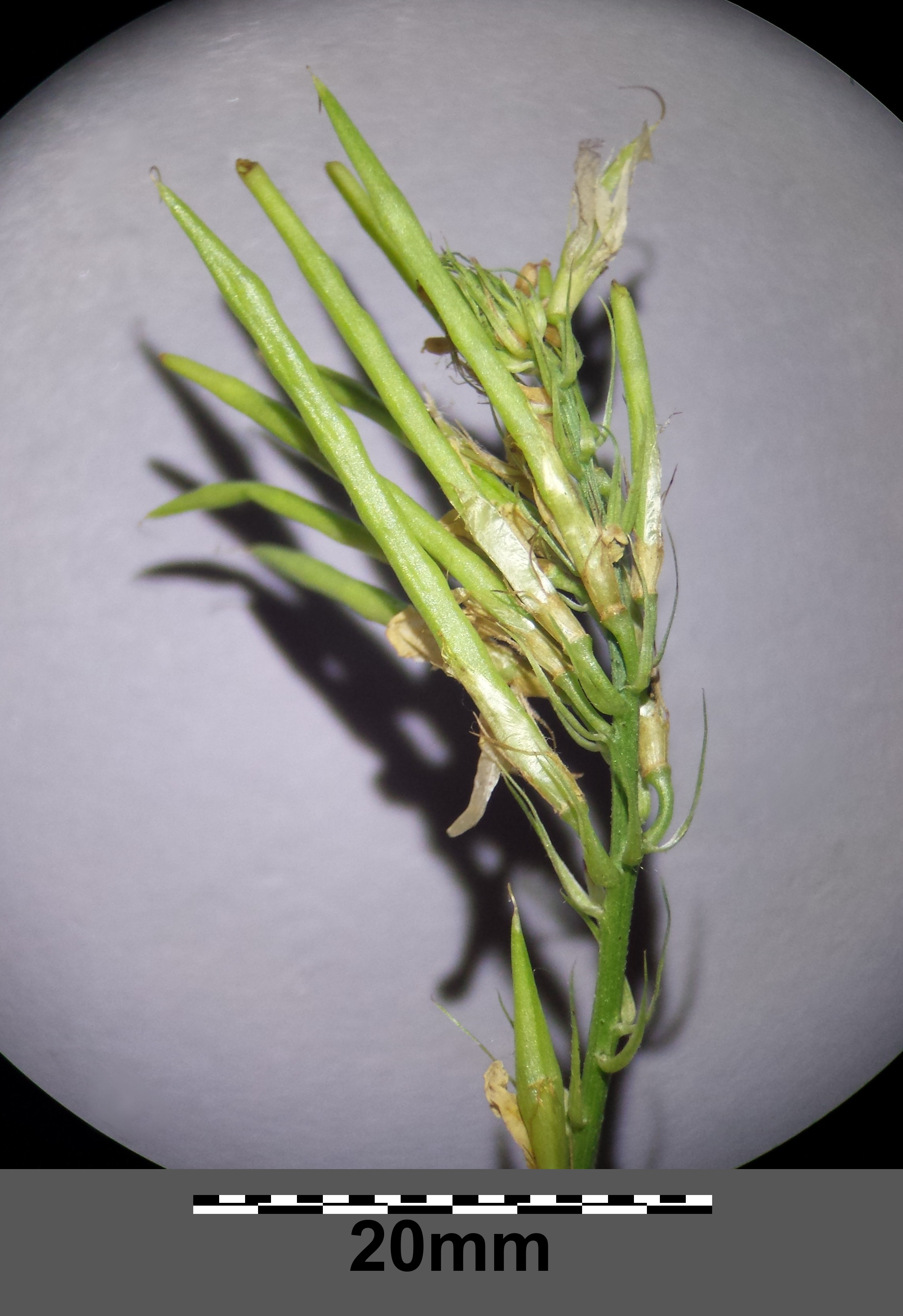
Owoce

PokrójMa rozgałęzione łodygi, wysokie do 60 cm, żywozielone.
LiścieKrótkoogonkowe, nieparzystopierzaste o 11-17 lancetowatych listkach. Przylistki duże, wolne zaostrzone.
KwiatyMotylkowe, niebieskawe, rzadziej białe, zebrane w grona. Wszystkie pręciki zrośnięte w rurkę wokół słupka.
OwocWzniesiony, nagi strąk z kilkunastoma brunatnymi nasionami.

## Biologia i ekologia
Bylina, hemikryptofit. Rośnie na mokrych łąkach, brzegach wód i w wilgotnych zaroślach. Kwitnie od lipca do sierpnia.

## Zastosowanie
- Roślina lecznicza
  - Surowiec zielarski: ziele (Herba galegae). Zawiera: pochodne guanidyny (galegina i hydroksy-4-galegina), pochodną chinazoliny – peganinę, gorycze, garbniki, czterocukier stachyoza, sole mineralne[5]
  - Zbiór i suszenie: W lipcu lub w sierpniu zbiera się zakwitające, górne części pędów i suszy w suszarniach naturalnych w cieniu i przewiewie.
  - Działanie: Obniża stężenie glukozy we krwi w cukrzycy, pobudza także wydzielanie mleka u kobiet karmiących i w nieznacznym stopniu działa moczopędnie i napotnie[6]. Używane jest pomocniczo przy leczeniu cukrzycy oraz do pobudzania laktacji u kobiet[6].